# Alan Mak (réalisateur)
Pour les articles homonymes, voir Alan Mak et MAK.
Alan Mak  (né le 1er janvier 1965  à Hong Kong) est un réalisateur, acteur et scénariste hongkongais.

## Filmographie sélective
En tant que réalisateur
- 2002 : Infernal Affairs (Wu jian dao) (coréalisé avec Andrew Lau)
- 2003 : Infernal Affairs 2 (Wu jian dao 2) (coréalisé avec Andrew Lau)
- 2003 : Infernal Affairs 3 (Wu jian dao 3) (coréalisé avec Andrew Lau)
- 2005 : Initial D (coréalisé avec Andrew Lau)
- 2006 : Confession of Pain (coréalisé avec Andrew Lau)
- 2008 : Lady Cop and Papa Crook (coréalisé avec Felix Chong)
- 2009 : Overheard (coréalisé avec Felix Chong)
- 2011 : The Lost Bladesman (coréalisé avec Felix Chong)
- 2011 : Overheard 2 (coréalisé avec Felix Chong)
- 2012 : The Silent War (coréalisé avec Felix Chong)
- 2014 : Overheard 3 (coréalisé avec Felix Chong)
- 2017 : Extraordinary Mission (coréalisé avec Anthony Pun)
- 2019 : Integrity  (également scénariste)

En tant qu'acteur
- 1993 : A Moment of Romance 2
- 2015 : Two Thumbs Up